# Olmesartan

Olmesartan é um medicamento do tipo antagonista do receptor da angiotensina. Sua principal indicação é para tratamento de Hipertensão arterial. É comercializado no Brasil pela empresa Pfizer, com o nome comercial de Olmetec, e pela empresa Daiichi Sankyo, com o nome comercial de Benicar.

## Estrutura
|  |  | Estrutura molecular do Irbesartan |

## Nomes Comerciais
- Benicar (Daiichi Sankyo)
- Fluxocor (Medley)
- Olmetec (Pfizer)